# Frame (fiets)

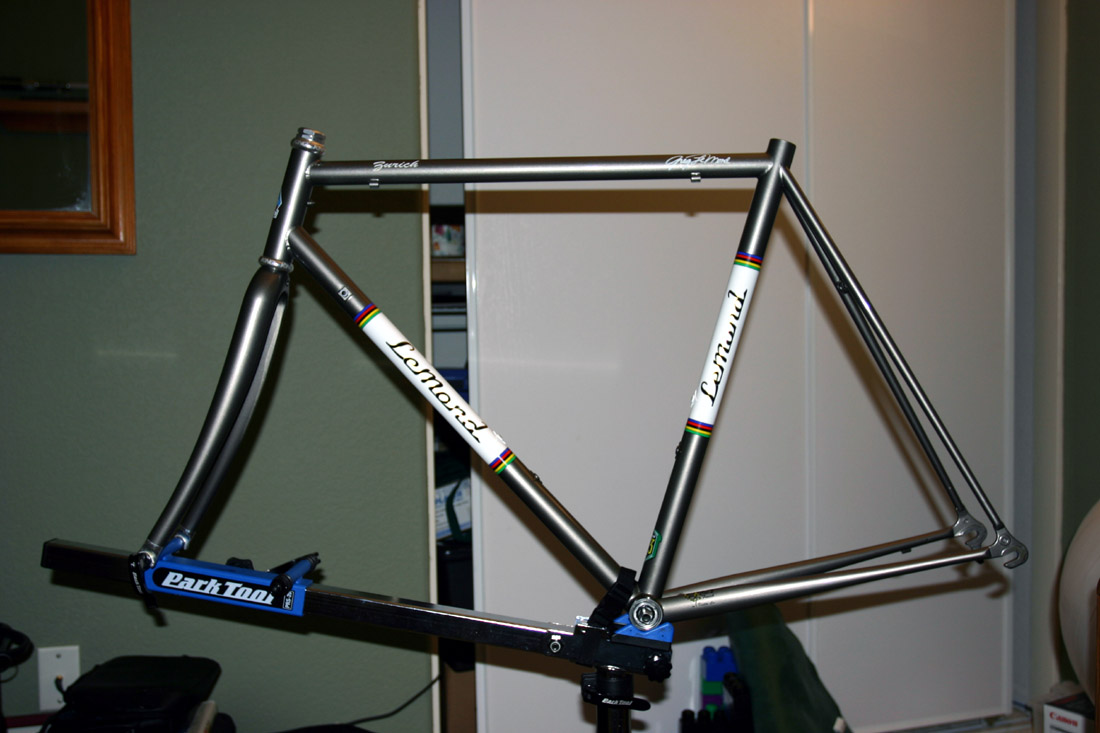
Frame van een fiets

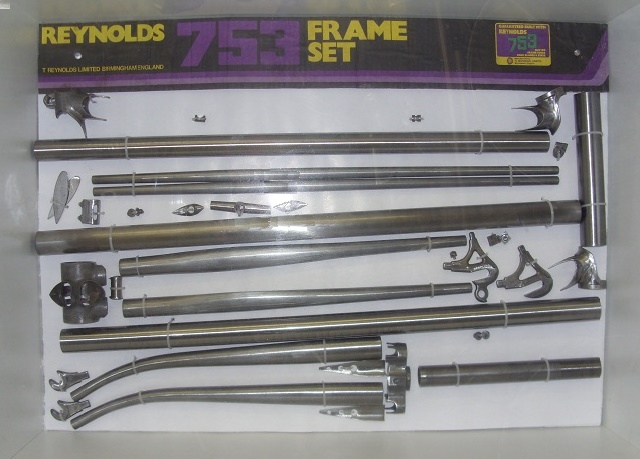
Framebuizen en soldeerdelen

Een frame is het dragende onderdeel (chassis) van een fiets, bromfiets of motorfiets. Het wordt ook wel rijwielgedeelte of kader genoemd.

## Frame van een fiets
Het frame van een fiets is meestal opgebouwd uit een reeks buizen, meestal vervaardigd van staal, aluminium of koolstofvezel (carbon). Er worden echter ook frames gemaakt van hout, bamboe, legeringen van magnesium, legeringen van titanium en diverse kunststoffen. De meest gebruikelijke vorm van het fietsframe is het diamantframe, dat sinds de ontwikkeling van de safety bicycle aan het einde van de 19e eeuw in hoofdzaak niet meer veranderd is. Sommige bijzondere fietsen, zoals ligfietsen of tandems, hebben frames van een andere vorm. Ook zogenaamde 'damesfietsen' hebben een afwijkend frame, waarbij de bovenbuis is verlaagd teneinde een lagere instap te verkrijgen. De achtervork van een fiets (waarin het achterwiel wordt gemonteerd) maakt bij ongeveerde fietsen een integraal deel uit van het frame. De voorvork is een los onderdeel, dat in het balhoofd draait, zodat het voorwiel gestuurd kan worden. 
Lugs kunnen door een framebouwer zijn toegepast om framebuizen onderling te verbinden, padden om de wielen in het frame te monteren. Het gedeelte van het frame waar de trapas in komt bij gangbare fietsframes, wordt de bracket genoemd. Diverse kleine onderdelen (mannetjes, braze-ons) worden meestal permanent aan het frame bevestigd om het frame verder te verstevigen en om diverse onderdelen zoals de remmen na de framebouw te kunnen monteren. Onderdelen zoals zadel en zadelpen, trapas en stuurpen met stuur, worden eveneens later aan/in het frame gemonteerd. 
Bij het bouwen van een fietsframe is een van de belangrijkste ontwerpoverwegingen het gewicht: iedere uitbreiding van het frame maakt een fiets zwaarder; fietsframes worden daarom vaak zo simpel mogelijk gehouden.
De framemaat wordt traditioneel uitgedrukt in cm door de afstand te meten tussen de trapas en het punt van het frame waar de zadelpen er uitkomt. Typische medium maten zijn 54 of 56 cm voor een Europese race fiets voor mannen of 46cm voor een mountain bike voor mannen. De opkomst van verschillende frame types heeft geleid tot andere methodes om de framemaat op te meten. Touring frames zijn over het algemeen langer waar een race geometrie meer compact is. 

## Hoofdframe van een motor- of bromfiets

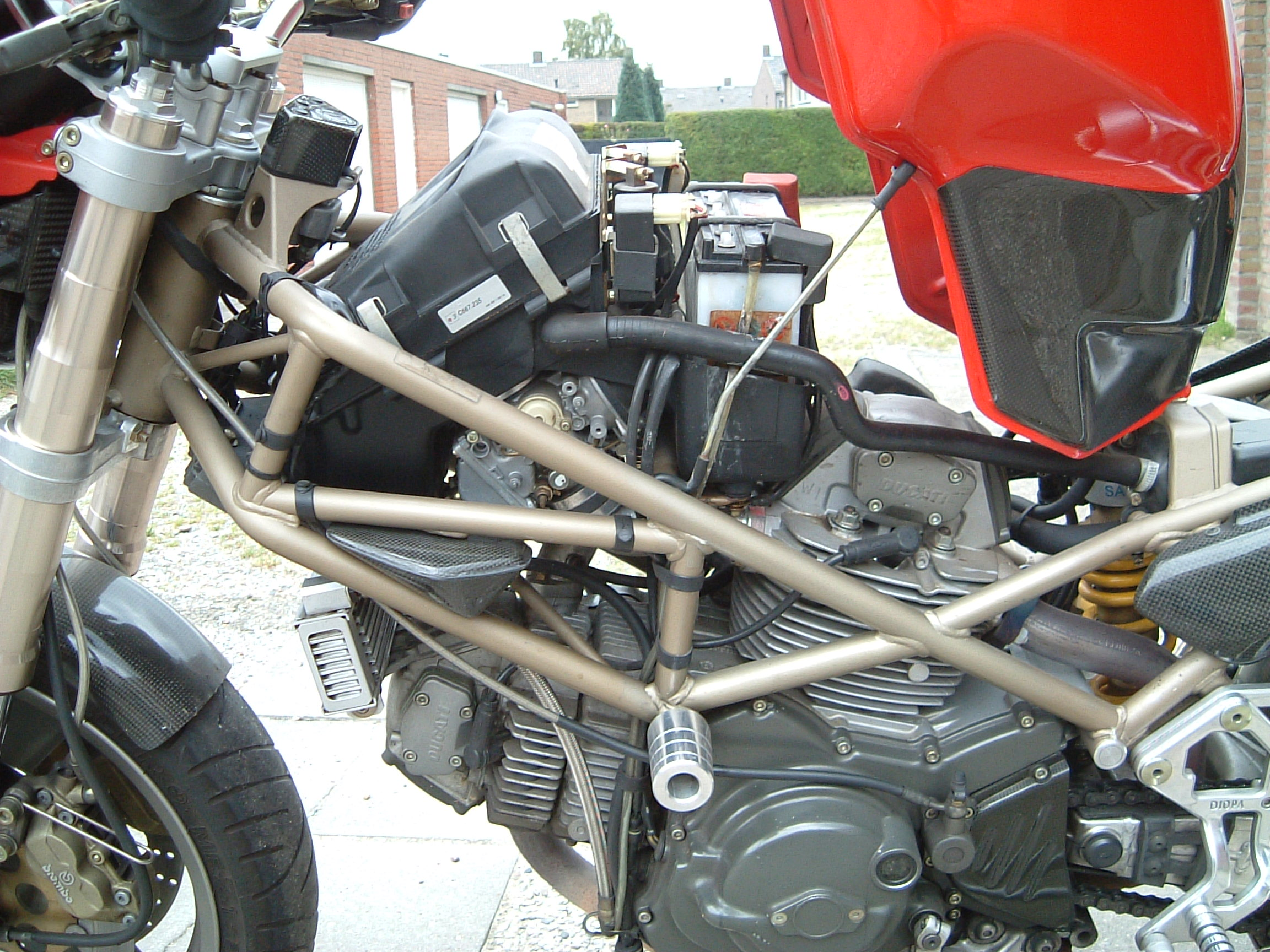
Frame van een motorfiets

Het frame van een motorfiets of bromfiets bestaat vaak uit een hoofdframe en een of meer subframes. Aan het frame worden diverse onderdelen bevestigd, zoals het motorblok, de achterbrug, de tank, het zadel, de voetsteunen etc. Het balhoofd maakt meestal deel uit van het frame. De subframes zijn nodig om bepaalde delen te bevestigen zonder dat het hoofdframe te uitgebreid (zwaar) wordt. Bovendien maken subframes het mogelijk meerdere modellen te produceren met één hoofdframe, waardoor de productiekosten laag blijven. Bij moderne motorfietsen bestaat het frame vaak nog uit slechts kleine gedeelten die aan het motorblok zijn geschroefd. Het motorblok fungeert hierbij als dragend gedeelte van de motorfiets.

## Subframe en hulpframe van een motor- of bromfiets
Een subframe is een gedeelte van het frame van een motorfiets of bromfiets dat niet direct een dragende functie heeft. Subframes worden gebruikt voor de bevestiging van onderdelen, zoals het zadel, voetsteunen, kofferrekken, spatborden etc. Dit in tegenstelling tot het hoofdframe, dat het dragende deel van het voertuig vormt. Een voorbeeld van een subframe is het achterframe, maar subframes worden ook gebruikt om een motorfiets te verstevigen om de montage van een zijspan mogelijk te maken. Men spreekt dan meestal van een hulpframe.

## Achterframe van een motorfiets
Het achterframe is een minder belangrijk framegedeelte van een motorfiets dat meestal alleen dient ter bevestiging van zadel en polyesterdelen, soms als bovenste bevestigingspunt van de schokdempers en het uitlaatsysteem.

## Framenummer
Op het frame staat ergens een framenummer dat ter identificatie van het voertuig wordt gebruikt. Na diefstal wordt dit meestal verwijderd.